# Microplitis leoniae
Microplitis leoniae är en stekelart som beskrevs av Niezabitowski 1910. Microplitis leoniae ingår i släktet Microplitis och familjen bracksteklar. Inga underarter finns listade i Catalogue of Life.